# 大王西街

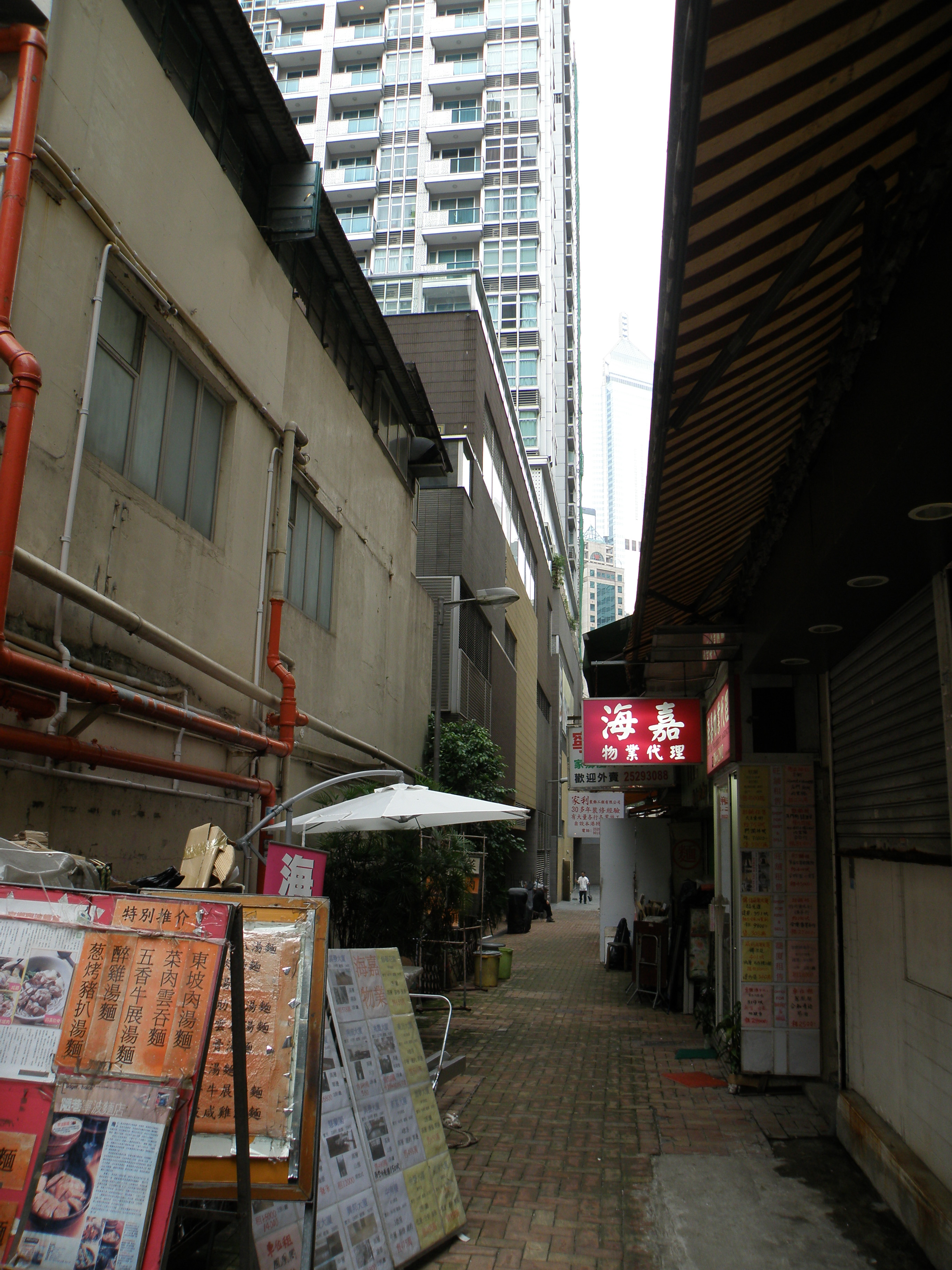
2014年的大王西街，南端北望，圖片上方高樓物業為落成多時的嘉薈軒

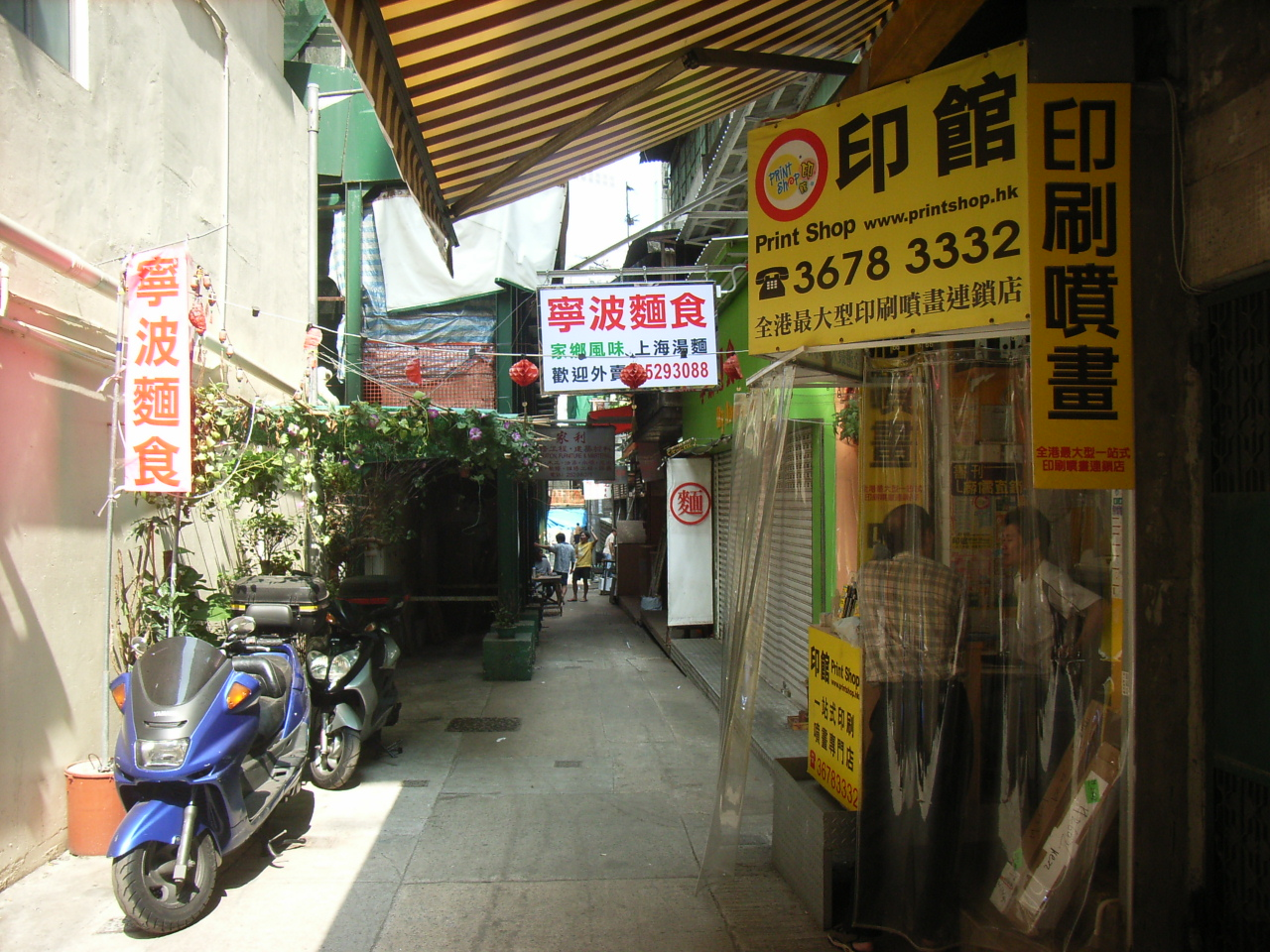
2006年的大王西街，中段北望，有一家食店仔及幾間小型廢紙回收店，圖中央偏左的圍板為嘉薈軒建築地盤

大王西街（英語：Tai Wong Street West），是位於香港島灣仔區灣仔的一條後街，南端位於皇后大道東144號，而北段為嘉薈軒。

## 特色
大王西街原名「大王街」，因為街道南端皇后大道上洪聖古廟參奉「洪聖大王」而名。至於大王東街，則原名為「大王里」。後改現名。
原本街道連接莊士敦道至皇后大道東，惟土地發展公司（現市區重建局）的發展計劃中取消了大王西街近莊士敦道部份路段，並與附近小巷及私人地段（即今嘉薈軒）合併覆蓋。

## 圖片

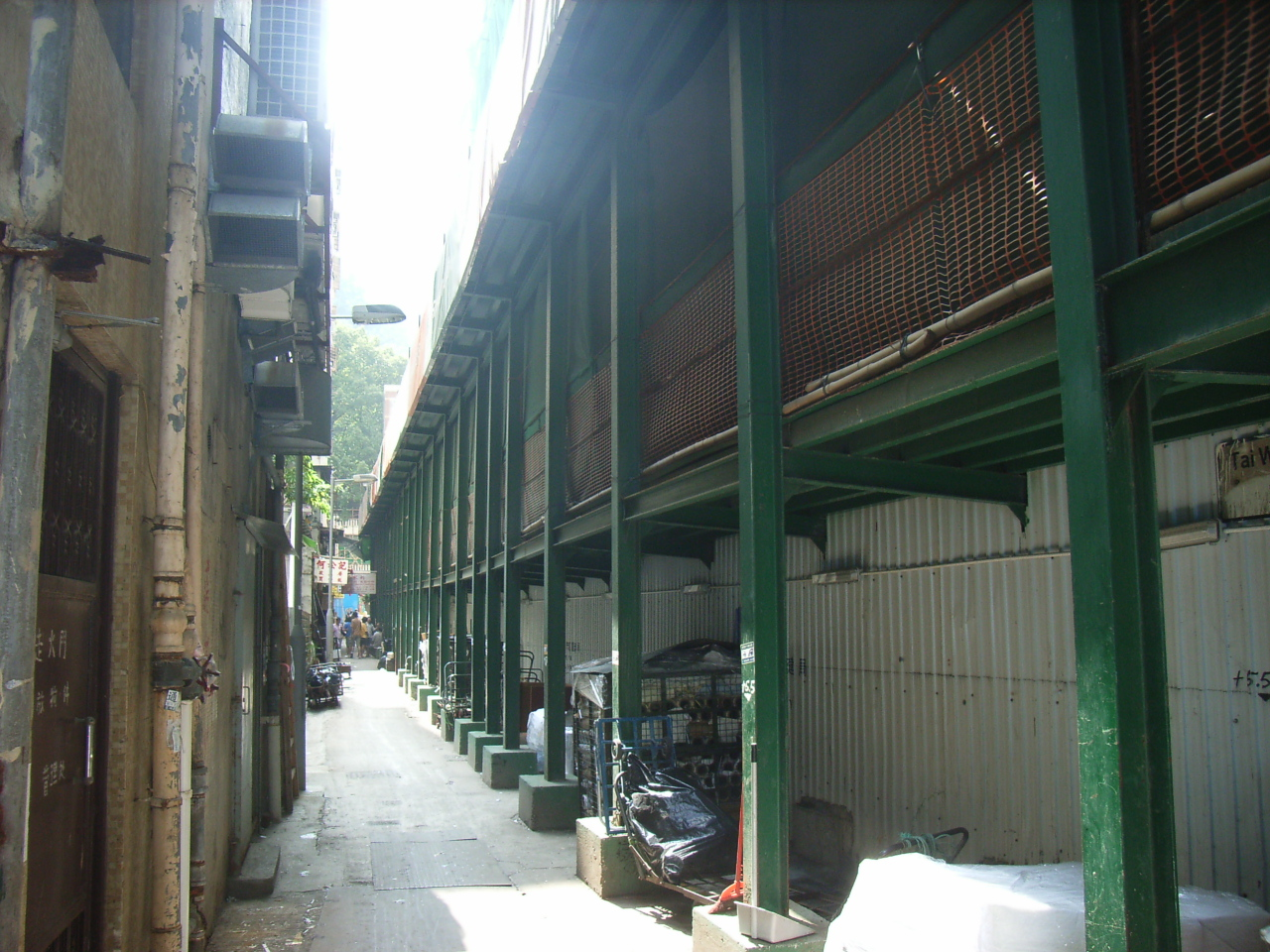
大王西街（2006年）北段南望後巷，右方為建築中的嘉薈軒
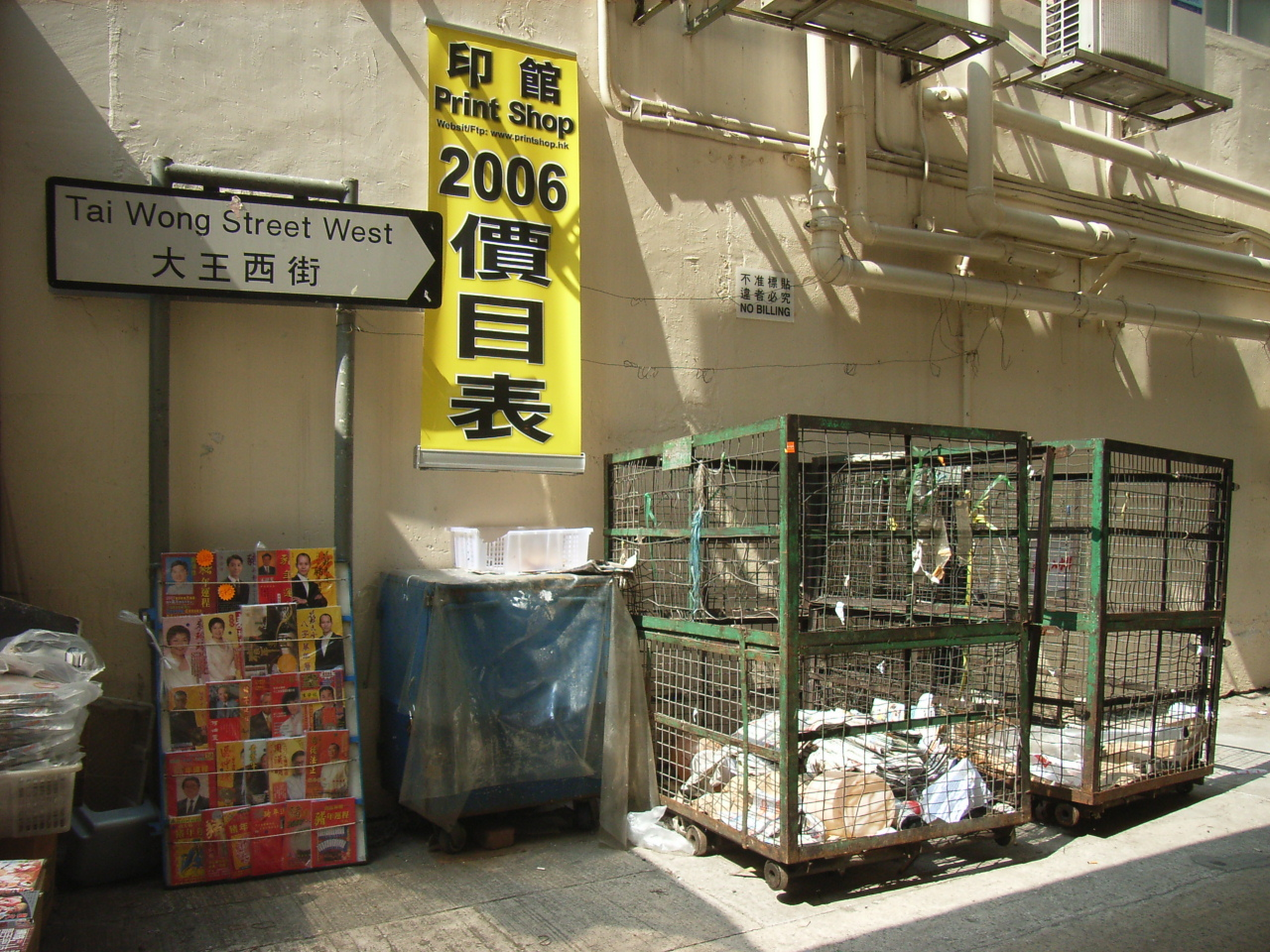
大王西街的南端路牌
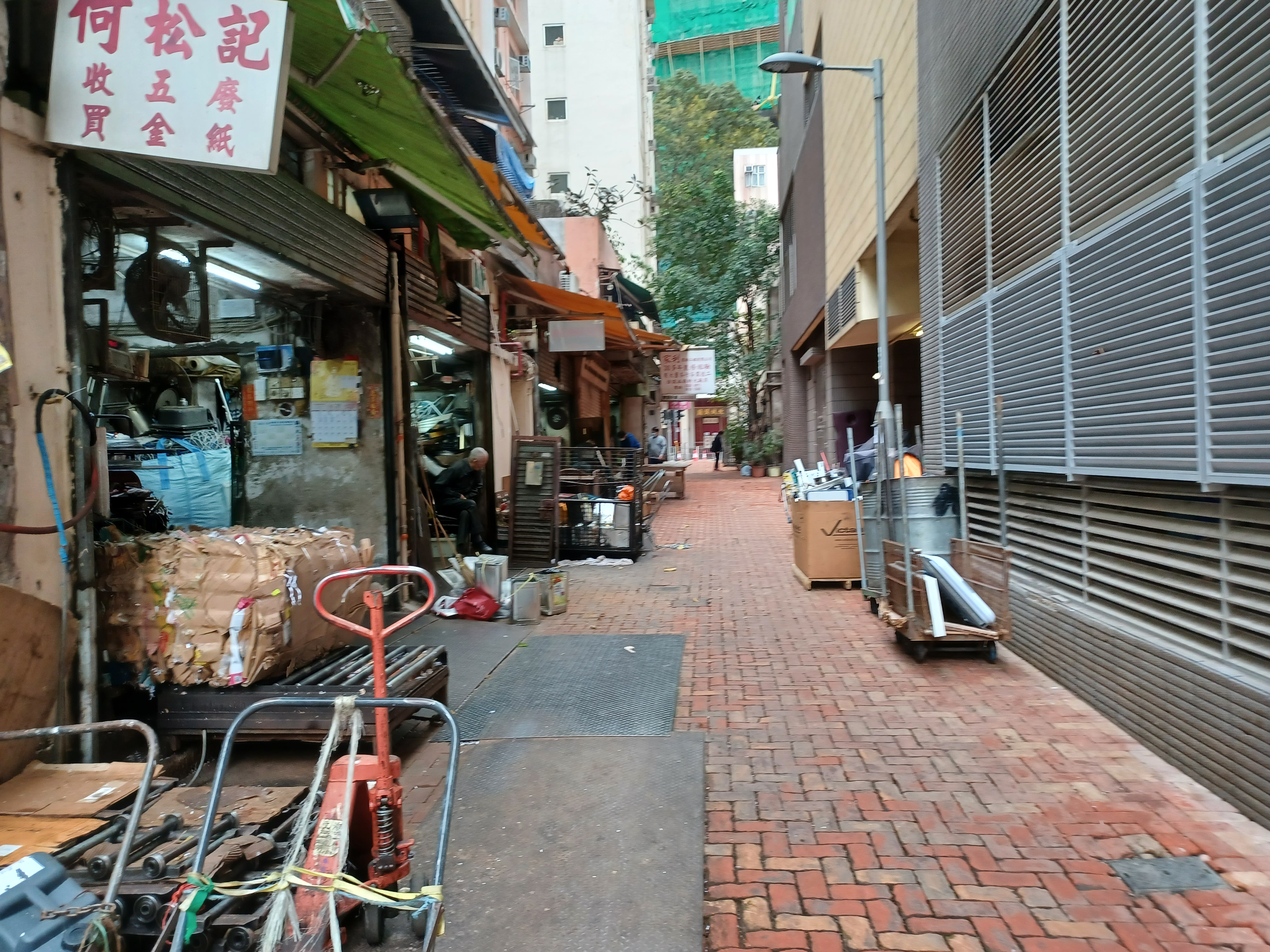
大王西街

## 外部連結
维基共享资源上的相關多媒體資源：大王西街